# Tokusō Sentai Dekaranger
Aba Rangers Magi Rangers
Tokusō Sentai Dekaranger (特捜戦隊デカレンジャー, Tokusō Sentai Dekarenjā, littéralement Dekaranger, l'escadron d'enquêtes spéciales ) ou Special Police Dekaranger est une série télévisée japonaise du genre sentai en 50 épisodes de 30 minutes, créée en 2004. 
Comme tous les Sentai depuis 1992, il existe une série de Power Rangers correspondante, réutilisant les scènes de combat en costume et des robots, les montant autour de scénarios différents avec d'autres personnages. Pour Dekaranger, c'est la série Power Rangers : Super Police Delta.

## Synopsis
Dans un avenir indéterminé, les extraterrestres sont devenus une réalité. D'ailleurs, ils nous ressemblent beaucoup : certains sont d'honnêtes citoyens, alors que d'autres sont de dangereux criminels. Et tout comme dans Men in Black, ils marchent plus ou moins incognito parmi nous.
En réponse à la recrudescence de l'activité extraterrestre sur notre planète et au-delà (les hors-la-loi extraterrestres sont communément désignés comme des "Alienizers"), un corps de police hautement spécialisé a été créé par les autorités galactiques, dans le but de contrôler et neutraliser toute forme de crime organisé qui pourrait être découverte : cette police, qui regroupe des guerriers d'élite originaires des quatre coins de l'espace, porte le nom de Special Police Dekaranger.
La série se concentre en particulier sur le département terrien de la SPD, où cinq jeunes combattants assurent la sécurité de notre planète sous les ordres de l'Anubinoïde Doggy Kruger. Les menaces auxquelles tous doivent faire face sont multiples : psychopathes extraterrestres, syndicats du crime, caïds peu scrupuleux de la pègre galactique, et notamment l'agent Abrella, un trafiquant d'armes particulièrement rusé et dangereux autour duquel gravite une bonne partie de l'activité criminelle…

## Personnages

### Deka Rangers
- Banban Akaza (赤座 伴番, Akaza Banban?) / Deka Red (デカレッド, Deka Reddo?) : Surnommé « Ban » (「バン」, « Ban »?), il est muté sur Terre bien qu'ayant bâclé une mission sur une planète lointaine. Ban est épris de justice, impétueux et parfois franchement inconscient, mais c'est ce côté imprévisible qui a décidé Doggy Kruger à le recruter. Ses collègues ont tout d'abord du mal à accepter son arrivée, mais reconnaissent vite ses qualités. Il a l'habitude d'appeler Hôji « Partenaire » (「相棒」, « Aibō »?), ce qui a le don de faire enrager ce dernier. Sa phrase d'introduction est : « 1, je déteste le mal fait aux autres ! » (「１つ、非道な悪事を憎み！」, « Hitotsu, hidō na akuji o nikumi ! »?)
- Hôji Tomasu (戸増 宝児, Tomasu Hōji?) / Deka Blue (デカブルー, Deka Burū?) : Surnommé « Hôjî » (「ホージー」, « Hōjī »?), c'est le membre le plus sérieux, et le leader non officiel de l'équipe. Hôji est un agent confirmé et un redoutable combattant. Il est dévoué corps et âme à la cause de la SPD et ne tolère pas les erreurs, qu'elles viennent de lui-même ou de quelqu'un d'autre. Son caractère calme et composé lui cause parfois quelques prises de bec avec Ban, dont il ne supporte pas l'impétuosité, mais tous deux restent malgré tout de bons amis lors des combats. Son nom est un jeu de mots avec le thé Bancha Hojicha. Sa phrase d'introduction est : « 2, arrêter les mystérieux incidents ! » (「２つ、不思議な事件を追って！」, « Futatsu, fushigi na jiken o otte! »?)
- Sen'ichi Enari (江成 仙一, Enari Sen'ichi?) / Deka Green (デカグリーン, Deka Gurīn?) : Surnommé « Sen-chan » (「センちゃん」, « Sen-chan »?), c'est la tête pensante du groupe. Il est calme, posé, sûr de lui, et un tantinet excentrique (voir notamment sa « pose réflexive »  qui consiste à faire le poirier contre un mur pour s'éclaircir les idées), mais ses capacités de réflexion débouchent souvent sur la solution d'un problème en apparence inextricable. Sa phrase d'introduction est : « 3, pour les prochaines enquêtes scientifiques ! » (「３つ、未来の科学で捜査！」, « Mittsu, mirai no kagaku de sōsa! »?)
- Marika Reimon (礼紋 茉莉花, Reimon Marika?) / Deka Yellow (デカイエロー, Deka Ierō?) : Surnommée « Jasmine » (「ジャスミン」, « Jasumin »?), c'est la plus âgée des deux femmes de l'escouade, également la plus calme et introvertie. Jasmine a l'avantage de disposer de facultés extra-sensorielles, qui lui permettent de voir des événements liés à une personne ou un objet, en entrant en contact physique avec eux. Elle a souffert de sa différence durant son adolescence, avant que Doggy Kruger ne la prenne sous sa protection. Elle porte d'ailleurs des gants dans la vie civile, pour éviter d'utiliser son pouvoir involontairement. Sa phrase d'introduction est : « 4, prévenir le mal intergalactique comme je peux ! » (「４つ、よからぬ宇宙の悪を！」, « Yottsu, yokara nu uchū no aku o  »?)
- Kôme Kodô (胡堂 小梅, Kodō Kōme?) / Deka Pink (デカピンク, Deka Pinku?) : Surnommée « Umeko » (「ウメコ」, « Umeko »?), c'est la plus jeune et la plus dynamique de l'équipe, mais aussi la plus étourdie. Elle se présente souvent comme la leader de l'équipe, mais aucun des autres membres ne reconnaît cet état de fait. Émotive, elle ne supporte pas de voir quelqu'un souffrir. Sa gentillesse naturelle sait redonner de la cohésion à l'équipe dans les pires situations. Elle est également une spécialiste du déguisement, capable d'endosser l'apparence de n'importe qui. Sa phrase d'introduction est : « 5, finir ça comme il faut ! » (「５つ、一気にスピード退治！」, « Itsutsu, ikkini supīdo taiji! »?)
- Tekkan Aira (姶良 鉄幹, Aira Tekkan?) / Deka Break (デカブレイク, Deka Bureiku?) (épisodes 22-50) : Surnommé  « Tetsu » (「テツ」, « Tetsu »?), ce ranger d'élite rejoint l'équipe pour faire face aux Hell Siblings, un groupe d'extraterrestres puissants ayant déjà ravagé de nombreux mondes. Tout d'abord dédaigneux face au groupe des Deka Rangers, il finira par descendre de son piédestal et gagnera en modestie. Il semble avoir un faible pour Jasmine et voit en Umeko une petite sœur. Sa phrase d'introduction est : « La frayeur de l'indigne, anéantisseur de l'obscurité ! Le détective de l'Aube ! Deka Break ! » (「無法の悪を迎え撃ち、恐怖の闇をぶち破る！夜明けの刑事！デカブレイク！」, « Muhō no aku o mukaeuchi, kyōfu no yami o buchi yaburu! Yoake no keiji! Deka Bureiku! »?) ;  lors de sa participation à l'appel nominal de l'équipe, il dit : « 6, » (「６つ、無敵がなんかいい！」, « Muttsu, muteki ga nanka ī! »?)
- Lisa Teagle (リサ・ティーゲル, Risa Tīgeru?) / Deka Bright (デカブライト, Deka Buraito?) (épisode 40) : Surnommé  « » (「」, « »?), ce ranger d'élite est la coéquipière de Tekkan. Sa phrase d'introduction est : « La détective de la Lumière ! Deka Bright ! » (「光の刑事！デカブライト！」, « Hikari no keiji! Deka Buraito! »?)

L'appel nominal se conclut par « Tokusō Sentai ! Deka Rangers ! » (「特捜戦隊！デカレンジャー！」, « Tokusō Sentai! Dekarenjā! »).

### Alliés
- Anubisien Doggy Kruger (アヌビス星人ドギークルーガー, Anubisu-boshijin Dogī Kurūgā?) : Surnommé « Boss » (「ボス」, « Bosu »?), cet Anubinoïde de Sirius est l'officier en chef du département terrien de la SPD et le commandeur de la Deka Base. Doggy est le seul membre non humain de l'équipe : il s'agit d'un humanoïde massif à tête de chacal, qui arbore une superbe fourrure bleue. C'est un mentor sage et compréhensif, qui cache un grand cœur sous une attitude froide et sévère au premier abord. Ses collègues l'adorent. Sa fonction ne se limite toutefois pas à commander. En effet, Doggy Kruger est aussi l'un des plus puissants guerriers de la galaxie, et dans les cas de force majeure, il n'hésite pas à endosser son armure pour assister les Deka Rangers sur le champ de bataille, sous le nom de « Deka Master » (「デカマスター」, « Deka Masutā »?). Sa relation avec Swan n'est pas officielle, mais il est clair qu'il l'aime beaucoup. Sa phrase d'introduction est : « Cent personnes à détruire, le chien de garde de l'Enfer ! Deka Master !! » (「百鬼夜行をぶった斬る、地獄の番犬！デカマスター！！」, « Hyakkiyakō o buttagiru, jigoku no banken! Deka Masutā!! »?)
- Swan Shiratori (白鳥スワン, Shiratori Suwan?) : Cette jeune femme est l'officier scientifique de la Deka Base, chargé de la maintenance de l'arsenal et des véhicules des Deka Rangers. Tout comme Doggy Kruger, avec lequel elle entretient une chaleureuse amitié, Swan est une extra-terrestre et vient de la planète Cygno, bien qu'elle ait une apparence humaine. À l'occasion, elle rejoint elle aussi les Deka Rangers sur le champ de bataille, sous le nom de « Deka Swan » (「デカスワン」, « Deka Suwan »?). Sa phrase d'introduction est : « La pureté de l'ailée au cœur d'or ! Deka Swan ! » (「真白き癒しのエトワール！デカスワン！」, « Masshiroki iyashi no etowāru! Deka Suwan! »?)
- Murphy K-9 (マーフィーＫ９, Māfī Kē Nain?) (épisodes 5-50, Magiranger vs. Dekaranger) : ce chien-robot est utilisé par les Deka Rangers pour traquer les criminels extraterrestres et découvrir des objets dissimulés. Il est également capable de modifier sa configuration, pour devenir un puissant canon appelé D-Bazooka (Ｄバズーカ, Dī Bazūka?), généralement utilisé pour porter le coup fatal à un ennemi reconnu coupable. Murphy semble doté d'une certaine personnalité, et fait parfois preuve d'espièglerie lorsqu'il lève la patte arrière pour asperger les pieds de Doggy Kruger d'un petit jet de liquide de refroidissement. Son nom est un double hommage à Alex Murphy, héros du film RoboCop, ainsi qu'à K-9 (qui se prononce comme « canine » en anglais), et le chien cybernétique dans Doctor Who.
- Commandant suprême horusien Numa O (ホルス星人ヌマ・Ｏ長官, Horusu-boshijin Numa O-chōkan?) : Superviseur de toutes les Polices Spéciales de l'Univers.
- Bunter (トート星人ブンター, Tōto-boshijin Buntā?) : Sergent-instructeur de la SPD, chargé de l'entrainement SWAT des Deka Rangers lorsque ces derniers voient leurs armures améliorées (Episode 33). Ses méthodes sont impitoyables, voire injustes, mais elles finissent par porter leurs fruits.
- Gyoku Rô (レオン星人ギョク・ロウ, Reon-hoshijin Gyoku Rō?) :
- Anauns (デカベース内アナウンス, Deka Bēsu-nai Anaunsu?) :

### Ennemis
- Alienizers (アリエナイザー・リターンズ, Arienaizā?) : Ce terme désigne tous les extra-terrestres criminels tentant de s'emparer de la Terre ou de la détruire. Il est à noter que dans Dekaranger, les ennemis n'ont aucun lien entre eux (sauf quelques exceptions), et agissent chacun pour leur propre intérêt.
- Kaijūki (怪重機?) : Ce terme désigne d'une manière générale la totalité des robots géants ennemis aperçus dans la série. Il en existe de différents types, certains étant récurrents et réapparaissant d'un épisode à l'autre, sous une forme modifiée. Plus tard, nombre d'entre eux reçoivent également le pouvoir de voler.
- Agent Abrella (エージェント・アブレラ, Ējento Aburera?) : Un natif de la planète Rain qui ne se soucie que du profit qu'il peut engranger, même aux dépens de millions de vies. Il est responsable de l'éclatement de plusieurs guerres ainsi que de la destruction de nombreuses planètes. Au cours de la série, il offre ses services aux criminels, leur vendant par exemple des armes ou des soldats mécaniques.

## Arsenal
- SP License (ＳＰライセンス, Esu Pī Raisensu?) : cet appareil est à la fois le transformateur et le badge de tout Deka Ranger. Il possède trois fonctions principales :
  - Change Mode (チェンジモード, Chenji Mōdo?) : cette fonction activée en criant : « Emergency, Deka Ranger ! » (「エマージェンシー、デカレンジャー！」, « Emājenshī, Dekarenjā! »?) permet au ranger d'endosser instantanément son armure de combat. Le signal vocal est immédiatement envoyé à la Deka Base, qui envoie un flot de particules de Deka Metal (sorte de matériau intelligent de haute technologie) autour du corps du ranger, formant ainsi son armure en quelques nano-secondes [2].
  - Phone Mode (ホンモード, Hon Mōdo?) : ce mode de fonctionnement est celui d'un communicateur longue-portée et permet également d'identifier d'éventuels extraterrestres ayant pris forme humaine. Les licences de Deka Yellow et Deka Pink possèdent aussi une fonction supplémentaire, leur permettant soit de créer une cellule de détention dimensionnelle (pour Deka Yellow), soit de changer instantanément d'apparence physique et de tenue vestimentaire (pour Deka Pink).
  - Judgement Mode (ジャッジメントモード, Jadjimento Mōdo?) : cette fonction est activée juste avant de porter le coup de grâce à un adversaire. En l'activant, un ranger est en mesure de faire appel à l'Ultime Tribunal de la galaxie, dont le rôle est de décider de l'acquittement ou de la condamnation du suspect. Un rond vert l'innocente, alors qu'une croix rouge ordonne sa destruction immédiate.
- SP-Shooter (ＳＰシューター, Esu Pī Shūtā?) : ce revolver est l'arme régulière de tout Deka Ranger en civil ; chacun en porte un à sa ceinture.
- D-Magnum 01 (Ｄマグナム０１, Dī Magunam Zero Wan?) et D-Magnum 02 (Ｄマグナム０２, Dī Magunam Zero Tsu?) : revolvers jumeaux de Deka Red, qui peuvent tirer séparément ou bien être combinés en une seule arme dévastatrice appelée Hybrid Magnum (ハイブリッドマグナム, Haiburiddo Magunamu?).
- D-Knuckle (Ｄナックル, Dī Nakkuru?) : arme de contact au maniement libre, qui consiste en un poing américain renforcé capable d'augmenter la force de frappe de son utilisateur.
  - D-Rod (Ｄロッド, Dī Roddo?) : arme de contact inspirée d'une jitte. Deka Blue et Deka Green en utilisent une et peuvent la combiner avec leurs D-Knuckles respectifs pour avoir accès à une arme de tir plus puissante : D-Blaster (Ｄブラスター, Dī Burasuta?) (Deka Green) ou D-Sniper (Ｄスナイパー, Dī Sunaipā?) (Deka Blue).
  - D-Stick (Ｄスティック, Dī Sutikku?) : arme de contact pareille à une rapière ou un fleuret, utilisée par Deka Yellow et Deka Pink. Une fois combinée avec le D-Knuckle, elle forme une arme de tir appelée D-Shot. La poignée du D-Stick comporte également une bombe détachable, qui peut être lancée contre l'adversaire.
- Brace Throttle (ブレススロットル, Buresu Surottoru?) : bracelet porté par Tetsu, qui est à la fois sa licence de Deka Ranger d'élite (il possède les mêmes fonctions que la SP License), et son arme principale ; en combat, cet appareil est en mesure de se charger de différentes sortes d'énergie, augmentant ainsi considérablement la force de frappe de Deka Break.
- D-Sword Vega (Ｄソードベガ, Dī Sōdo Bega?) : épée personnelle de Doggy Kruger. Une fois activée, sa lame, en apparence vieillie, change de couleur et devient étincelante. Entre les mains de quelqu'un d'aussi expérimenté que Deka Master, elle constitue une arme redoutable.
- D-Revolver (Ｄリボルバー, Dī Riborubā?) : Pistolet mitrailleur laser qu'obtiennent les cinq premiers Deka Rangers après avoir subi un entraînement supplémentaire. Il n'est disponible qu'en utilisant le mode de combat avancé SWAT Mode, qui augmente également la puissance et les fonctionnalités de leurs armures.

### Véhicules
Lorsqu'ils sont en costume « civil », les Deka Rangers utilisent des véhicules de patrouille appelés Deka Vehicles (デカビークル, Deka Bīkuru) :
- Machine Doberman (マシンドーベルマン, Mashin Dōberuman?) : voiture utilisée par Deka Red et Deka Yellow pouvant atteindre une vitesse de pointe de 500 km/h.
- Machine Husky (マシンハスキー, Mashin Hasukī?) : moto utilisée par Deka Blue, pouvant rouler à 300 km/h.
- Machine Bull (マシンブル, Mashin Buru?) : voiture utilisée par Deka Green et Deka Pink, pouvant atteindre une vitesse de 350 km/h.
- Machine Boxer (マシンボクサー, Mashin Bokusā?) : moto futuriste à une seule roue, pilotée par Deka Break.
- SPD Helicopter (ＳＰＤ, Esu Pī Dī Herikoputā?) : hélicoptère de patrouille piloté par Deka Master (uniquement aperçu dans le film, et dans le dernier épisode).
- SPD Spaceship (ＳＰＤスペースシップ, Esu Pī Dī Supēsushippu?)

### Mechas
- Deka Machines (デカマシン, Deka Mashin?) : ces cinq véhicules sont lancés depuis la Deka Base lorsqu'un extraterrestre particulièrement tenace s'avise de se transformer subitement en géant ou encore lorsqu'un robot géant fait son apparition. Ils peuvent s'assembler pour former le Deka Ranger-robot (デカレンジャーロボ, Dekarenjā Robo?). Celui-ci mesure 45 mètres de haut pour 4 600 tonnes, et est armé du pistolet Signal Cannon (シグナルキャノン, Shigunaru Kyanon?) et de l'épée Judgement (ジャッジメントソード, Jadjimento Sōdo?). 
  - Pat Striker (パトストライカー, Pato Sutoraikā?) : voiture de police à six roues, pilotée par Deka Red, et munie de bras extensibles capables de manipuler de lourds objets. Forme la tête et le torse du Deka Ranger-robot.
  - Pat Gyrer (パトジャイラー, Pato Jairā?) : autogire piloté par Deka Blue, armé du canon Gyro Vulcan, et capable d'entraver l'adversaire. Forme la jambe gauche du Deka Ranger-robot.
  - Patrailer (パトレーラー, Patorērā?) : transporteur blindé piloté par Deka Green, armé du pistolet Signal Cannon. Forme la jambe droite du Deka Ranger-robot.
  - Pat Armor (パトアーマー, Pato Āmā?) : aéroglisseur blindé piloté par Deka Yellow, muni du canon Light Flash capable d'aveugler l'ennemi. Forme le bras droit du Deka Ranger-robot.
  - Pat Signer (パトシグナー, Pato Shigunā?) : voiture de patrouille pilotée par Deka Pink et équipée d'une version géante du scanner en mode Jugement, capable de déterminer l'innocence ou la culpabilité d'un adversaire. Forme le bras gauche du Deka Ranger-robot.
- Deka Bike (デカバイク, Deka Baiku?) : aéroglisseur géant en forme de moto piloté par Deka Break, également capable de se changer en robot nommé Deka Bike-robot (デカバイクロボ, Deka Baiku Robo?). Sous sa forme de véhicule, le Deka Bike sert de moyen de transport au Deka Ranger-roobt, et peut aussi se combiner à lui pour former le  Super Deka Ranger-robot (スーパーデカレンジャーロボ, Sūpā Dekarenjā Robo?).

- Deka Base (デカベース, Deka Bēsu?) : quartier général des Deka Rangers sur Terre, sous le commandement de Doggy Kruger. Les cinq Deka Machines sont entreposées à l'intérieur de cette gigantesque forteresse de métal. Outre ses systèmes de défense perfectionnés, la Deka Base est en mesure de modifier sa configuration, pour devenir le Deka Base Crawler (デカベースクローラー, Deka Bēsu Kurōrā?), un énorme véhicule blindé, ou bien le Deka Base-robot (デカベースロボ, Deka Bēsu Robo?), deux fois plus grand que le Deka Ranger-robot et renfermant une puissance de feu incroyable.

- Deka Wing-robot (デカウィングロボ, Deka Wingu Robo?) : dernier robot géant de la série à voir le jour, grâce aux travaux de Swan, en parallèle avec l'accès au mode de combat SWAT. Il s'agit d'un robot formé de cinq petits véhicules volants (les Pat Wings (パトウィング, Pato Wingu?), spécialisé dans le combat aérien : 
  - Pat Wing 1 (パトウィング１, Pato Wingu Wan?) : piloté par Deka Red.
  - Pat Wing 2 (パトウィング２, Pato Wingu Tsū?) : piloté par Deka Blue.
  - Pat Wing 3 (パトウィング３, Pato Wingu Surī?) : piloté par Deka Green.
  - Pat Wing 4 (パトウィング４, Pato Wingu Fō?) : piloté par Deka Yellow.
  - Pat Wing 5 (パトウィング５, Pato Wingu Faibu?) : piloté par Deka Pink.

le Deka Wing-robot apparaît en effet en même temps qu'une nouvelle génération de robots ennemis avancés et notamment capables de voler. Pour détruire ses ennemis, le Deka Wing-robot se transforme en Deka Wing Cannon (デカウィングキャノン, Deka Wingu Kyanon).

## Épisodes
- Le générique d'ouverture commence toujours par la phrase : « S.P.D : Special Police Dekaranger. Cinq policiers au cœur ardent combattant pour la paix. Leur mission : arrêter les envahisseurs, et assurer la sécurité de toute l'humanité ! » (「Ｓ．Ｐ．Ｄ スペシャル ポリス デカレンジャー。燃えるハートでクールに戦う五人の刑事たち。彼らの任務は地球に侵入した宇宙の犯罪たちと戦い、人々の平和と安全を守ることである！」, «  Esu Pī Dī : Supesharu Porisu Dekarenjā. Moeru hāto de kūru ni tatakau go-nin no keiji-tachi. Karera no ninmu wa Chikyū ni shin'nyu shita Uchū no hanzai-tachi to tatakai. Hitobito no heiwa to anzen mo mamoru koto de aru! »?).
- Dans Dekaranger, les épisodes ont des titres en anglais, écrits en katakanas.

1. Fireball Newcomer (ファイヤーボール・ニューカマー, Faiyābōru Nyūkamā?)
2. Robot Impact (ロボ・インパクト, Robo Inpakuto?)
3. Perfect Blue (パーフェクト・ブルー, Pāfekuto Burū?)
4. Cyber Dive (サイバー・ダイブ, Saibā Daibu?)
5. Buddy Murphy (バディ・マーフィー, Badi Māfī?)
6. Green Mystery (グリーン・ミステリー, Gurīn Misuterī?)
7. Silent Telepathy (サイレント・テレパシー, Sairento Terepashī?)
8. Rainbow Vision (レインボー・ビジョン, Reinbō Bijon?)
9. Stakeout Trouble (ステイクアウト・トラブル, Suteikuauto Toraburu?)
10. Trust Me (トラスト・ミー, Torasuto Mī?)
11. Pride Sniper (プライド・スナイパー, Puraido Sunaipā?)
12. Babysitter Syndrome (ベビーシッター・シンドローム, Bebīshittā Shindorōmu?)
13. High Noon Dogfight (ハイヌーン・ドッグファイト, Hai Nūn Doggufaito?)
14. Please, Boss (プリーズ・ボス, Purīzu Bosu?)
15. Android Girl (アンドロイド・ガール, Andoroido Gāru?)
16. Giant Destroyer (ジャイアント・デストロイヤー, Jaianto Desutoroiyā?)
17. Twin Cam Angel (ツインカム・エンジェル, Tsuin Kamu Enjeru?)
18. Samurai Go West (サムライ・ゴーウエスト, Samurai Gō Uesuto?)
19. Fake Blue (フェイク・ブルー, Feiku Burū?)
20. Running Hero (ランニング・ヒーロー, Ranningu Hīrō?)
21. Mad Brothers (マッド・ブラザーズ, Maddo Burazāzu?)
22. Full Throttle Elite (フルスロットル・エリート, Furu Surottoru Erīto?)
23. Brave Emotion (ブレイブ・エモーション, Bureibu Emōshon?)
24. Cutie Negotiator (キューティー・ネゴシエイター, Kyūtī Negoshietā?)
25. Witness Grandma (ウィットネス・グランマ, Wittonesu Guranma?)
26. Cool Passion (クール・パッション, Kūru Passhon?)
27. Funky Prisoner (ファンキー・プリズナー, Fankī Purizunā?)
28. Alienizer Returns (アリエナイザー・リターンズ, Arienaizā Ritānzu?)
29. Mirror Revenger (ミラー・リベンジャー, Mirā Ribenjā?)
30. Gal Hazard (ギャル・ハザード, Gyaru Hazādo?)
31. Princess Training (プリンセス・トレーニング, Purinsesu Torēningu?)
32. Discipline March (ディシプリン・マーチ, Dishipurin Māchi?)
33. SWAT Mode On (スワットモード・オン, Suwatto Mōdo On?)
34. Celeb Game (セレブ・ゲーム, Serebu Gēmu?)
35. Unsolved Case (アンソルブド・ケース, Ansorubudo Kēsu?)
36. Mother Universe (マザー・ユニバース, Mazā Yunibāsu?)
37. Hard Boiled License (ハードボイルド・ライセンス, Hādo Boirudo Raisensu?)
38. Cycling Bomb (サイクリング・ボム, Saikuringu Bomu?)
39. Requiem World (レクイエム・ワールド, Rekuiemu Wārudo?)
40. Gold Badge Education (ゴールドバッヂ・エデュケーション, Gōrudo Baddji Edyukēshon?)
41. Trick Room (トリック・ルーム, Torikku Rūmu?)
42. Skull Talking (スカル・トーキング, Sukaru Tōkingu?)
43. Meteor Catastrophe (メテオ・カタストロフ, Meteo Katasutorofu?)
44. Mortal Campaign (モータル・キャンペーン, Mōtaru Kyanpēn?)
45. Accidental Present (アクシデンタル・プレゼント, Akushidentaru Purezento?)
46. Propose Panic (プロポーズ・パニック, Puropōzu Panikku?)
47. Wild Heart, Cool Brain (ワイルドハート・クールブレイン, Wairudo Hāto Kūru Burein?)
48. Fireball Succession (ファイヤーボール・サクセション, Faiyābōru Sakuseshon?)
49. Devil's Deka Base (デビルズ・デカベース, Debiruzu Deka Bēsu?)
50. Forever Dekaranger (フォーエバー・デカレンジャー, Fōebā Dekarenjā?)

### Films
- Tokusou Sentai Dekaranger the Movie: Full Blast Action (特捜戦隊デカレンジャー THE MOVIE フルブラスト・アクション, Tokusō Sentai Dekarenjā Za Mūbī Furu Burasuto Akushon?) : L'histoire de ce film se déroule entre les épisodes 23 et 24.
- Tokusou Sentai Dekaranger vs. Abaranger (特捜戦隊デカレンジャーVSアバレンジャー, Tokusō Sentai Dekarenjā tai Abarenjā?)  : L'histoire de ce film se déroule entre les épisodes 31 et 32.
- Mahou Sentai Magiranger vs. Dekaranger (魔法戦隊マジレンジャーVSデカレンジャー, Mahō Sentai Magirenjā tai Dekarenjā?)  : L'histoire de ce film se déroule entre les épisodes 31 et 32 de Magiranger.
- Tokusou Sentai Dekaranger: 10 YEARS AFTER (特捜戦隊デカレンジャー: 10 YEARS AFTER, Tokusō Sentai Dekarenjā Ten Iyāzu Afutā?)  : L'histoire de ce film se déroule après l'épisode 5 de Gokaiger.

## Fiche technique

### Distribution
- Ryūji Sainei : Ban / Deka Red
- Tsuyoshi Hayashi : Hôjî / Deka Blue
- Yōsuke Itō : Sen-chan / Deka Green
- Ayumi Kinoshita : Jasmine / Deka Yellow
- Mika Kikuchi : Umeko / Deka Pink
- Tomokazu Yoshida : Tetsu / Deka Break
- Tetsu Inada : Doggy Kruger / Deka Master
- Mako Ishino : Swan Shiratori / Deka Swan
- Ryūsei Nakao : Agent Abrella (voix)

### Musique
- Générique de début : Tokusō Sentai Dekaranger par Psychic Lover
- Générique de fin : Midnight Dekaranger par Isao Sasaki et Girls in Trouble! DEKARANGER par Jasmine (Ayumi Kinoshita) et Umeko (Mika Kikuchi) avec les Dekaren-Boys (Ban, Hoji et sen-chan)

#### Thème des personnages
- BANG! BANG! par Ban (Ryūji Sainei)
- BLUE is the SKY par Hoji (Tsuyoshi Hayashi)
- Railway to happiness ~Like I'm Always Smiling (railway to happiness~いつも笑っていられるように rēruwei tsu happinesu ~Itsumo Waratte Irareru Yō ni) par Sen-chan (Yōsuke Itō)
- Hard Rain ~There's No Rain That Doesn't Stop (hard rain~止まない雨はない hādo rein ~Yamanai Ame wa Nai) par Jasmine (Ayumi Kinoshita)
- onest ~Believing in the Now (すなお~今を信じて Sunao ~Ima o Shinjite) par Umeko (Mika Kikuchi)
- With a "Tetsu" Will! (“TETSU”の意志で! "Tetsu" no Ishi de!) par Tetsu (Tomokazu Yoshida)
- Mother Universe par Swan (Mako Ishino)
- DekaMaster NEVER STOP (DekaMasutā Nebā Sutoppu) par Isao Sasaki

## Autour de la série
- La série fait quelques références à des œuvres du genre policier, notamment Men in Black dans les titres d'épisode, ou Uchu Keiji Gavan dans les transformations.
- Pour la première fois dans une série Super Sentai, les « monstres de la semaine » n'agissent pas sous les ordres d'une seule organisation, mais indépendamment les uns des autres, et chacun pour leur profit personnel. Ceci reflète le travail des vrais policiers.
- Alors que dans la plupart des séries Super Sentai, le monstre que les héros affronte à bord de leur robot géant est agrandi par un biais magique ou technologique, ceux de Dekaranger sont des mechas utilisé par le « monstre de la semaine » affaibli ou autopiloté. De ce fait, cet affrontement ne se déroule pas nécessairement en fin de l'épisode, mais également au milieu voire au début de l'épisode.
- Depuis Power Rangers dans l'espace, l'adaptation américaine de Megaranger, chaque série utilise un armement spécial utilisé par le ranger rouge, le Battlizer.  Cette particularité était exclusive à la version américaine de la franchise, Power rangers jusqu'au film Mahou Sentai Magiranger VS Dekaranger. Inspiré par cette particularité, les producteurs de Super Sentai créent leur propre Battlizer, nommé justement Battlizer Mode pour Deka Red. Le Battlizer de Power Rangers : Super Police Delta est bien le premier d'origine japonaise.
- Dekaranger est la quatrième saison, après Maskman, Zyuranger et Hurricaneger, dont le thème a été trouvé grâce à la popularité d'un film ou d'une série au Japon. Le thème de Dekaranger s'inspire d'œuvres comme Kochikame, Détective Conan et Ace Attorney.
- En été 2005, Dekaranger a été diffusé en Corée du Sud sous le nom de Power Rangers: S.P.D. (Super Police Delta) comme l'adaptation américaine. Ce fut la deuxième série de Super Sentai à être diffusée en Corée du sud sous le nom de Power Rangers.
- Les noms de famille des personnages principaux sont les prénoms d'écrivains de romans policiers : Agatha Christie, Ellery Queen, Thomas Harris, Kodou Nomura et Ira Levin. Quant aux surnoms attribués aux personnages par Doggie Kruger, ce sont des noms de thé :  Bancha, Hojicha, Sencha, Thé au jasmin et thé Mocha.
- Cette série a eu droit a un épisode bonus sous forme de CD audio dans lequel les héros rencontrent Nagisa Misumi et Honoka Yukishiro, héroïnes de Pretty Cure, une franchise japonaise de type magical girl, créée par Izumi Todo et produite par Asahi Broadcasting Corporation et Toei animation. Dans cet épisode, les Deka Rangers font équipe avec les PreCures pour vaincre un ennemi commun.
- À l'occasion des Jeux olympiques d'été de 2004, trois rangers aux couleurs des médailles ont été créées, Deka Gold pour l'Or, Deka Bright pour l'Argent et Deka Swan pour le Bronze. Cette dernière est définie comme la première ranger de couleur bronze de la licence Super Sentai.
- La série apparaît brièvement au début de l'épisode L'Exode 1ère partie de la série télévisée Lost : Les Disparus.
- La série est la première de la franchise Super Sentai à recevoir un prix. Il s'agit ici du Prix Seiun 2006.